# Pueblo Indijanci
Pueblo Indijanci [od šp. pueblo = selo; seoski Indijanci], naziv koji se u etnoilogiji i indijanistiki koristi za označavanje različitih indijanskih skupina sa sjevernoameričkog Jugozapada, koje simbolizira prilično jednoobrazni tip kulture - pueblo naselja od adoba (ćerpiča), a žive od poljodjelstva, poglavito uzgoja kukuruza.
Pueblo nastambe su imale, ili imaju i danas, jedan ili više katova. U prošlosti su te nastambe bile s ulazom odozgora, pa se ući i izaći moglo samo uz pomoć drvenih ljestava, koje su se nakon upotrebe povlačile za sobom. Razlog ovome bile su pljačkaške skupine Apača koji su znatan dio svog prihoda namirivala pljačkom.
Puebli ne označavaju neko posebno pleme niti plemensku skupinu. Nisu srodni ni po čemu osim po svom jednoobraznom pueblo-tipu kulture.
Pripadali su u nekoliko etnolingvističkih skupina. To su, viz.: 
a) Hopi ili Moki s rezervata Hopi u Arizoni, koji su danas sa svih strana okruženi Navaho Indijancima. Među njima je najpoznatija svečanost Snake Dance ili zmijski ples. Hopi pripadaju po svome jeziku u Šošone; 
b) Zuñi, nekad klasificirani danas nepriznatoj velikoj porodici uto-aztec-tanoan, vode se i kao samostalna porodica, ili ih se klasificira penutskoj skupini. Zuñi žive na rezervatu Zuni u Novom Meksiku; 
c) Tewa,  Tiwa, Towa s Jemez i Tano Indijanci pripadaju porodici Tanoan ili Kiowa-Tanoan. Oni danas također žive u New Meksiku, a jedna njihova skupina Hano, živi s Hopi Indijancima u Arizoni; 
d) Keres, su također grupa srodnih plemena koji se jezično vode kao posebna porodica. Nekada su klasificirani u veliku (danas neopriznatu) porodicu hokan-siouan.

## Klasifikacija Pueblo skupina
A. Hopi Indijanci; šošonska skupina, porodica uto-aztecan, Arizona. Puebli: 
Walpi,
Sichomovi,
Mishongnovi,
Shipaulovi,
Shongopovi,
Oraibi.
B. Tanoan Indijanci. Plemena i puebli:
sjeverni Tewa Indijanci: 
Nambe, Tezuque ili Tesuque, San Ildefonso, San Juan, Santa Clara, Pojoaque (gotovo nestali), Hano.
južni Tewa: 
Tano (praktički nestali). Po njima je porodica tanoan dobila ime.
Tiwa Indijanci: 
Isleta, Isleta del Sur (Meksikanizirani), Sandia, Taos, Picuris.
Towa Indijanci:
Jemez, Pecos (nestali)
Piro Indijanci
Senecú, Senecú del Sur (Meksikanizirani).
C. Zuñi Indijanci, Puebli:

D. Keres
a. istočni keresi: San Felipe, Santa Ana, Zia ili Sia, Cochiti, Santo Domingo.
b. zapadni Keresi: Acoma, Laguna.